# Tolleranza immunologica
La tolleranza immunologica è la mancata responsività dei linfociti nei confronti di un antigene. 

## Generalità
Un individuo in condizioni normali è tollerante verso i propri antigeni, fenomeno noto come tolleranza verso il self, che costituisce una proprietà fondamentale del sistema immunitario. Questo è possibile perché i linfociti che riconoscono tramite il proprio recettore per l'antigene un antigene self vengono inattivati, subiscono modificazioni nella loro specificità o muoiono per apoptosi. La possibilità che un clone linfocitario riconosca un antigene self è reale poiché i processi di ricombinazione somatica che sono alla base della diversificazione e della specificità dei recettori per gli antigeni dei linfociti sono casuali, non sono influenzati dalla presenza di antigeni e agiscono su una serie di geni che sono fondamentalmente identici in tutti gli individui. Se non esistesse il fenomeno della tolleranza immunologica un clone linfocitario con specificità verso un antigene self potrebbe scatenare una risposta immunitaria contro quell'antigene provocando un danno tissutale e mettendo a rischio la salute dell'individuo. Tale risposta immunitaria anomala verso antigeni self può sfociare in una patologia autoimmune. Un antigene che induce tolleranza viene detto tollerogeno mentre un antigene che induce una risposta immunitaria viene detto immunogeno; non è esclusa la possibilità che uno stesso antigene si comporti in entrambi i modi. Alcuni microrganismi patogeni e alcune cellule tumorali che sarebbero normalmente immunogene hanno sviluppato meccanismi tali da inibire la risposta immunitaria inducendo tolleranza nei linfociti. 
La tolleranza può essere centrale o periferica.
- La tolleranza centrale è indotta in linfociti immaturi autoreattivi nei confronti di antigeni degli organi linfoidi primari. Ciò permette che non vi siano linfociti B immaturi in grado di reagire contro gli antigeni self presenti nel midollo osseo e linfociti T immaturi in grado di reagire contro gli antigeni self nel timo. Questo fenomeno è possibile poiché durante la maturazione dei linfociti B nel midollo osseo e dei linfociti T nel timo quei linfociti che riconoscono antigeni self ivi presenti subiscono delezione clonale e muoiono per apoptosi oppure, nel caso dei linfociti B, sono costretti a subire un processo di editing recettoriale che non li renderà più reattivi verso il self (nel caso in cui lo fossero anche dopo l'editing morirebbero per apoptosi). Una piccola parte dei linfociti T CD4+ reattivi verso il self può però differenziarsi in linfociti T CD4+ regolatori evitando l'apoptosi.

- La tolleranza periferica è indotta in linfociti maturi autoreattivi nei confronti di antigeni self degli organi linfoidi secondari e nei tessuti periferici, come tale costituisce il meccanismo di tolleranza più importante dell'organismo. Quei linfociti che rispondono ad antigeni self negli organi linfoidi secondari subiscono segnali di morte cellulare per apoptosi.

In realtà esiste una terza possibilità, cioè quella che cloni linfocitari che avrebbero specificità verso una molecola self una volta incontratala non rispondano e non scatenino quindi una risposta autoimmune. Tale fenomeno è detto anergia.

## Tolleranza nei linfociti T

### Tolleranza centrale dei linfociti T
I linfociti T immaturi che esprimono recettori ad alta affinità contro antigeni self nel timo vengono eliminati per delezione clonale. Tali antigeni self sono presentati sotto forma di peptidi associati a molecole MHC dalle cellule APC presenti anch'esse nel timo ed interessa sia le cellule CD4+ che le cellule CD8+, con la differenza che alle prime il peptide è complessato con MHC di classe II e alle seconde con MHC di classe I. Vengono eliminati, in questo caso nella corticale del timo, anche quei linfociti che esprimono sia CD4 che CD8 (CD4+CD8+). Il gene AIRE e la proteina da esso codificata sembra essere fortemente implicato nel processo. La funzione della proteina AIRE, un fattore di trascrizione, è quella di promuovere l'espressione di antigeni tessuto-specifici nel timo e stimolare la produzione di proteine di presentazione dell'antigene. In alternativa alla selezione negativa alcuni linfociti CD4+ possono differenziarsi in linfociti T regolatori, che esprimono CD25. I linfociti T regolatori sono coinvolti nell'inibizione e nella regolazione della risposta immunitaria contro antigeni self. È ignoto in base a che cosa l'organismo decida di indurre apoptosi piuttosto che differenziare un linfocita CD4+ in un linfocita T regolatore. I linfociti T maturi che dal timo migrano nei tessuti linfoidi secondari grazie a questi processi di selezione negativa non sono reattivi verso antigeni presenti nel timo.

### Tolleranza periferica dei linfociti T
La tolleranza periferica dei linfociti T si esplica nella mancata responsività delle cellule T che riconoscono antigeni self nei tessuti periferici qualora vengano nuovamente a contatto con quegli stessi antigeni. Ci sono tre meccanismi con i quali si manifesta la tolleranza periferica: anergia, inibizione da parte di linfociti T regolatori e delezione mediante apoptosi.
- L'anergia, cioè l'incapacità di rispondere ad un dato antigene da parte di un linfocita, è determinata dall'incontro da parte dei linfociti T CD4+ con l'antigene in assenza del segnale costimolatore oppure in conseguenza di una mancanza d'attivazione dell'immunità innata. La costimolazione da parte dell'interazione tra proteine come CD28 e B7-1 (CD80) rappresenta infatti il secondo segnale necessario per attivare il complesso del TCR oltre al legame di questo con il complesso MHC di classe II - peptide; tale segnale è fondamentale e se il complesso del TCR lega MHC-peptide senza costimolazione si verifica anergia. Il ruolo dell'immunità innata può essere secondario in assenza di una pregressa risposta immunitaria o di una sua attivazione poiché essa è in grado di effettuare una migliore discriminazione tra self e non self e quindi di norma non è reattiva contro il self. A livello molecolare l'anergia è caratterizzata da una minore espressione del TCR e da un blocco della trasduzione del segnale causato da tirosine fosfatasi come SHP-1, SHP-2 e SHIP, un l'aumentata espressione di ubiquitine ligasi E3 come Cbl-b oppure l'induzione dell'espressione di proteine della famiglia di CD28, principalmente CTLA-4 e PD-1. La maggiore espressione di CTLA-4, considerando la sua forte affinità per B7-1 e B7-2 è probabilmente dovuta ad una minore espressione di queste molecole sull'APC. In assenza di infezione o infiammazione le cellule dendritiche non sono attivate per cui esprimono bassi livelli di proteine costimolatorie, così che la presentazione dell'antigene ai linfociti T ne determina anergia.

- L'inibizione da linfociti T regolatori è un secondo meccanismo di tolleranza. I linfociti T regolatori sono cellule CD25+ che si differenziano dai linfociti CD4+ immaturi in seguito all'incontro con l'antigene per ragioni ancora non chiarite. La loro funzione è quella di modulare la risposta immunitaria e contribuire alla tolleranza al self. I linfociti T regolatori esprimono alti livelli di CD25 e di IL-2R e la loro sopravvivenza è mantenuta da IL-2, TGF-β e dall'interazione di CD28 con B7-1 e B7-2. Nella differenziazione del linfocita T regolatore è coinvolto il gene FOXP3 che codifica per un omonimo fattore di trascrizione. La tolleranza dei linfociti T regolatori si esplica mediante la loro secrezione di IL-10, che inibisce macrofagi e cellule dendritiche, i due principali componenti delle cellule APC, nonché di TGF-β che tende ad inibire la risposta dei linfociti e dei macrofagi.

- La delezione è la morte dei linfociti T reattivi per il self mediante apoptosi in assenza di infezione o infiammazione. A livello molecolare l'apoptosi si verifica quando il linfocita T riconosce una molecola self con il complesso del TCR ma non subisce costimolazione o coattivazione da parte dell'immunità innata. In questo caso viene attivata la proteina pro-apoptotica Bim che da inizio alla via intrinseca (nota anche come mitocondriale) dell'apoptosi. Nei linfociti che invece oltre a riconoscere l'antigene sono costimolati dall'interazione di CD28 con le proteine della famiglia B7 vi è invece una maggior produzione di proteine anti-apoptotiche come Bcl-2 o Bcl-x. L'apoptosi può anche essere attivata qualora un linfocita T venga ripetutamente stimolato dall'antigene. In questo caso aumenta l'espressione di Fas (CD95), la proteina di membrana principale responsabile dell'attivazione della via estrinseca dell'apoptosi quando legata a Fas-ligando (FasL).

Ci sarebbe infine da considerare, in rapporto alla generazione della tolleranza, il ruolo svolto dalle caratteristiche stesse dell'antigene coinvolto. Un antigene ad alte concentrazioni o che si lega frequentemente ai linfociti T tende a indurre tolleranza, così come un antigene immesso nell'organismo per via endovenosa o per via orale oppure ancora qualora sia particolarmente concentrato a livello degli organi linfoidi primari, poiché in grado di indurre tolleranza centrale. Infine un antigene può sviluppare tolleranza qualora non sia somministrato insieme ad adiuvanti che aumentino l'espressione delle molecole costimolatorie o quando queste sono già scarsamente espresse dalle APC.

## Tolleranza nei linfociti B

### Tolleranza centrale dei linfociti B
I linfociti B immaturi che riconoscono antigeni self nel midollo osseo con elevata affinità muoiono per apoptosi oppure, tramite l'editing recettoriale, sono costretti a cambiare la specificità del loro recettore per l'antigene. L'editing recettoriale consiste nell'attivazione degli enzimi Rag-1 e Rag-2 già coinvolti nella ricombinazione somatica al fine di modificare le catene leggere delle Ig e avere una nuova specificità. Se l'editing recettoriale fallisce il linfocita B immaturo muore per apoptosi, se invece il linfocita B riconosce l'antigene self con bassa affinità allora diventa anergico in caso di incontro con l'antigene e non muore per apoptosi.

### Tolleranza periferica dei linfociti B
I linfociti B maturi che riconoscono antigeni self presenti nei tessuti periferici senza l'aiuto dei linfociti T-helper muoiono per apoptosi o vengono inattivati. L'apoptosi avviene in modo simile a quella già spiegata per i linfociti T, cioè attraverso l'induzione di Bim e l'attivazione della via intrinseca. I linfociti B che riconoscono antigeni self subiscono inoltre il fenomeno dell'esclusione follicolare per cui non possono migrare nei tessuti linfoidi periferici generando follicoli linfoidi e quindi auto-anticorpi poiché diminuisce l'espressione del recettore per chemochine CXCR5. Un linfocita B può anche diventare anergico ed essere poi ucciso grazie all'interazione del Fas sulla sua membrana plasmatica con FasL espresso dai linfociti T-helper. Infine, la tolleranza periferica dei linfociti B sarebbe generata anche dall'attivazione del recettore FcγRII (CD32) che inibisce la trasduzione del segnale del BCR. 

## Tolleranza naturale ed indotta
La tolleranza può anche essere distinta in tolleranza naturale ed indotta.
- La tolleranza naturale è quella indotta da parte del sistema immunitario nei confronti dei propri antigeni ed è divisa in tolleranza centrale e periferica.

- La tolleranza indotta è quella nei confronti di antigeni esterni. È creata attraverso una forma di manipolazione, come la medicazione. Una delle applicazioni più importanti della tolleranza indotta riguarda il trapianto d'organo, quando l'organismo è forzato ad accettare un organo estraneo. Il fallimento nel far accettare ad un corpo un organo esterno è detto rigetto.  Per prevenire il rigetto, sono usate varie medicine (comunemente immunosoppressori) per indurre la tolleranza.